# Wiesemscheid
Wiesemscheid là một đô thị thuộc huyện Ahrweiler, bang Rheinland-Pfalz, phía tây nước Đức. Đô thị Wiesemscheid có diện tích 5,6 km², dân số thời điểm ngày 31 tháng 12 năm 2006 là 268 người.